# لينا فيدوروفا
لينا فيدوروفا (بالروسية: Лина Алексеевна Фёдорова)‏ هي متزلجة فنية روسية، ولدت في 20 ديسمبر 1997 في موسكو في روسيا.

## وصلات خارجية
- لينا فيدوروفا على موقع الاتحاد الدولي للتزلج (الإنجليزية)
- لينا فيدوروفا على موقع أوليمبيديا (الإنجليزية)